# Pettiboneia pugettensis
Pettiboneia pugettensis är en ringmaskart som först beskrevs av Armstrong och Jumars 1978.  Pettiboneia pugettensis ingår i släktet Pettiboneia och familjen Dorvilleidae. Inga underarter finns listade i Catalogue of Life.